# Whitfieldiasläktet
Whitfieldiasläktet (Whitfieldia) är ett växtsläkte inom familjen akantusväxter med 15 arter från tropiska Afrika. Några odlas som krukväxter i Sverige.

### Webbkällor
- Svensk Kulturväxtdatabas
- GRIN Taxonomy for Plants[död länk]
- African Flowering Plants Database